# Ратсимизива, Фетра
Фетра Ратсимизива (малаг. Fetra Ratsimiziva; 5 августа 1991, Антананариву, Мадагаскар) — мадагаскарский дзюдоист, участник Олимпийских игр 2012 года.
На Церемонии открытия летних Олимпийских игр 2012 был знаменосцем команды Мадагаскара.

## Карьера
На Олимпиаде в Лондоне выступал в категории до 81 кг. Уступил на втором этапе аргентинскому дзюдоисту Эммануэлю Луценти.